# گانگورو

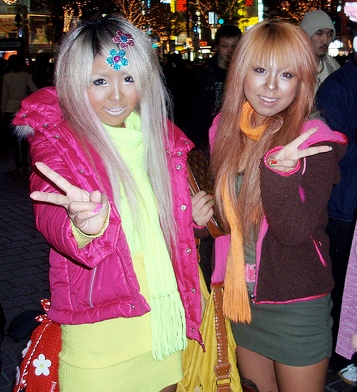
دو دختر گانگورو در توکیو، آوریل ۲۰۰۸

گانگورو (به ژاپنی: ガングロ) یک مد در میان زنان جوان ژاپنی است که از اواسط دهه ۱۹۹۰ آغاز شد، و با یک آرایش برنزه تیره و دارای کنتراست توسط طرفداران مد دنبال می‌شد.
مناطق شیبویا و ایکه‌بوکورو توکیو مراکز مد گانگورو بودند. این مدل آرایش توسط جوانان عصیانگری آغاز شد که مفهوم سنتی ژاپنی را دربارهٔ زیبایی، یعنی پوست رنگ پریده، موهای تیره و رنگ آرایش طبیعی رد می‌کردند. در گانگورو، برعکس پوست برنزه و موها سفید می‌شود و به روش‌های غیرمعمول از آرایش‌های رنگارنگ استفاده می‌شود.

## مشخصات

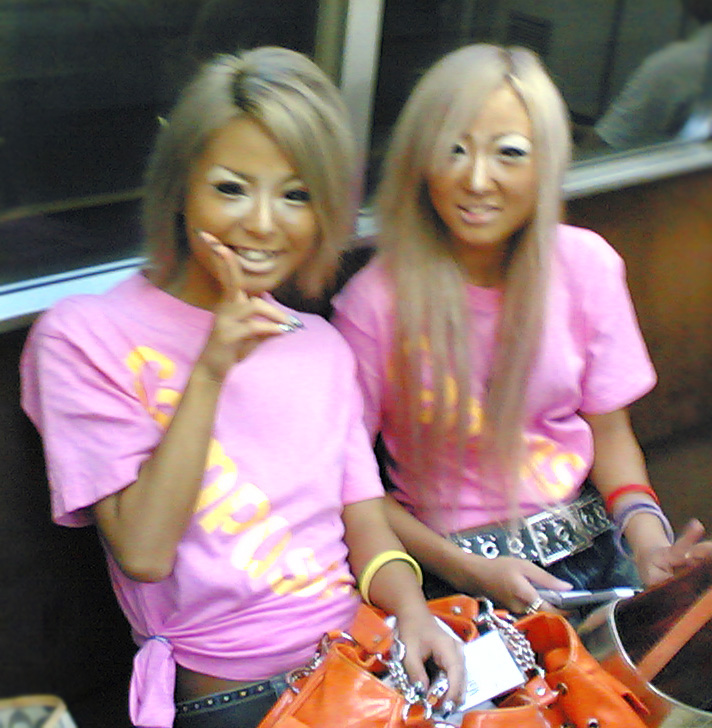
دو دختر گانگورو ژاپنی در مترو، آگوست ۲۰۰۶

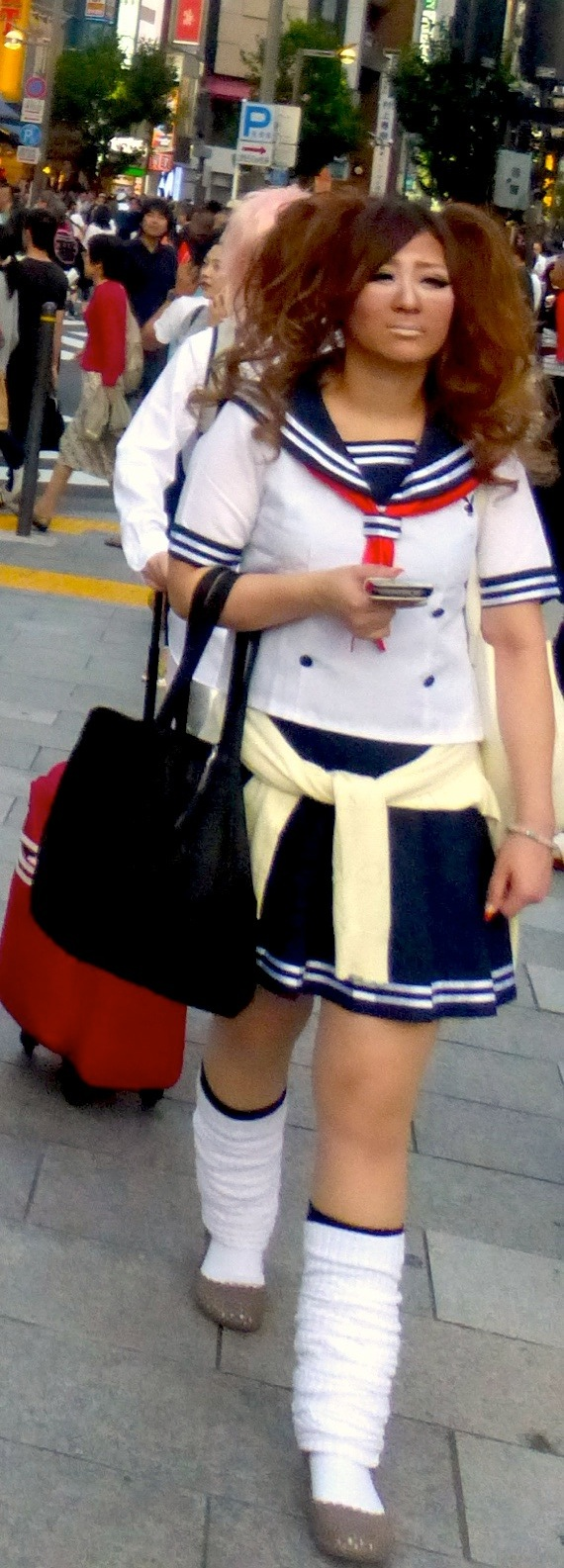
سبک گانگورو و لباس فرم مدرسه در شینجوکو، سپتامبر ۲۰۱۵

گانگورو در اوایل دهه ۱۹۹۰ به عنوان یک سبک مد جدید در ژاپن ظاهر شد و بیشتر در میان زنان جوان شیوع داشت. در روش گانگورو، ترکیبی از برنزه عمیق با موهای رنگ شده در رنگ‌های نارنجی تا بلوند یا خاکستری نقره ای معروف به «خیلی سفید» دیده می‌شود. از جوهر سیاه به عنوان خط چشم و از کانسیلر سفید به عنوان رژ لب و سایه چشم استفاده می‌شود. مژه‌های مصنوعی، نگین‌های پلاستیکی صورت و پودر مروارید اغلب به این موارد اضافه می‌شوند. کفش‌های لژدار و لباس‌های رنگ روشن ظاهر گانگورو را کامل می کنند. همچنین سارونگ‌های رنگ گرهی، دامن کوتاه، برچسب‌های صورت و بسیاری از دستبندها، انگشترها و گردنبندها از نوع مد گانگورو هستند.

## ریشه لغوی
دنبال کنندگان گانگورو می‌گویند که این اصطلاح از عبارت گانگانگورو یا گانگانکورو (به ژاپنی: ガンガン黒) به معنی استثنائاً تیره، مشتق شده‌است. کلمه گانگورو می‌تواند به «ظاهر تیره سوخته» و «برنزه تیره» ترجمه شود.